# 南方 (阿拉巴馬州)
南方（英語：South）是一個位於美國阿拉巴馬州卡溫頓縣的非建制地區。該地的面積和人口皆未知。

## 地理
南方的座標為31°26′40″N 86°36′47″W / 31.44444°N 86.61305°W，而該地最高點為海拔高度117米（即384英尺）。